# Castigaleu
Castigaleu é um município da Espanha na província de Huesca, comunidade autónoma de Aragão, de área 26,5 km² com população de 119 habitantes (2007) e densidade populacional de 4,34 hab/km².

## Demografia
| Variação demográfica do município entre 1991 e 2004 | Variação demográfica do município entre 1991 e 2004 | Variação demográfica do município entre 1991 e 2004 | Variação demográfica do município entre 1991 e 2004 |
| --------------------------------------------------- | --------------------------------------------------- | --------------------------------------------------- | --------------------------------------------------- |
| 1991                                                | 1996                                                | 2001                                                | 2004                                                |
| 97                                                  | 104                                                 | 102                                                 | 115                                                 |